# IC 1768
IC 1768 ist eine linsenförmige Galaxie mit aktivem Galaxienkern vom Hubble-Typ S0 im Sternbild Fornax am Südsternhimmel. Sie ist schätzungsweise 198 Millionen Lichtjahre von der Milchstraße entfernt und hat einen Durchmesser von etwa 40.000 Lichtjahren.
Das Objekt wurde am 18. Oktober 1896 von Lewis Swift entdeckt.